# Jingwang (Ji Gai)
Król Jing z dynastii Zhou (chiński: 周敬王; pinyin: Zhōu Jìng Wáng) – dwudziesty szósty władca tej dynastii i czternasty ze wschodniej linii dynastii Zhou. Rządził w latach 520-476 p.n.e. Jego następcą został jego syn, Yuanwang.